# Pseudoleva vittatus
Pseudoleva vittatus är en insektsart som först beskrevs av Kirby, W.F. 1902.  Pseudoleva vittatus ingår i släktet Pseudoleva och familjen gräshoppor. Inga underarter finns listade i Catalogue of Life.